# 52-га артилерійська бригада (СРСР)
52-га артилерійська бригада — з'єднання артилерійських військ Червоної армії, що існувало у 1942—1973 роках. Бригада веде історію від 90-го стрілецького Червонопрапорного полку. У часи Другої світової війни з'єднання була переформована як 16-та артилерійська дивізія прориву.
В 1973 році реорганізована на 55-ту Будапештську Червонопрапорну орденів Богдана Хмельницького та Олександра Невського дивізію.

## Історія

### Передісторія
В 1920-1930-х роках на місці сьогоднішньої дислокації бригади базувався 90-й стрілецький Червонопрапорний полк (колишній 1-й Уральський стрілецький полк), що входив до складу 30-ї стрілецької Іркутської ордену Леніна тричі Червонопрапорної Трудового Червоного прапору дивізії ім. ВЦИК (створена 28.07.1918 як Західна піхотна дивізія, з 28.08.1918 — 4-та Уральська стрілецька дивізія, з 11.11.1918 — 30-та стрілецька, якій 13.12.1920 було надано ім'я «Іркутська»), штаб якої дислокувався в Дніпропетровську. Саме в той час за місцем дислокації і за самою бригадою закріпилася народна назва «Уральські казарми».

### Друга світова війна
30 грудня 1942 року в одному з навчальних центрів Уралу завершилось формування 16-ї артилерійської дивізії прориву (за іншими даними — 16-та артилерійська дивізія резерву ВГК). Після формування, дивізія була перекинута в район м. Тамбов. У її складі перебувала авіаескадрилья коректувальників — 5 одиниць двомісних Іл-2, і один У-2.

### Післявоєнний період
Після війни мала назву 16-та артилерійська Кіровоградська орденів Червоного прапора і Суворова (в/ч 55341).
16-та дивізія після завершення Другої Світової Війни отримує «Уральські казарми» у Запоріжжі основним місцем дислокації. Після реформування 16-ї артилерійської Кіровоградської Червонопрапорної ордену Суворова дивізії (в/ч 55341) у кінці 50-х, тут залишається 52 артилерійська бригада (в/ч 07861).
52-га артилерійська бригада в 1973 році реорганізується в 55-ту Будапештську Червонопрапорну орденів Богдана Хмельницького та Олександра Невського дивізію (в/ч 07861). Дивізія створювалась у мирний час і отримала всі військові регалії бригади.